# Dorotea Bussani
Dorotea Bussani, född 1763, död 1809, var en operasångare. Hon är känd som den första Cherubino i Figaros bröllop av Mozart. Hon var engagerad vid Burgtheater i Wien omkring 1786-1792. 